# Work from Home
"Work from Home"는 걸그룹 피프스 하모니의 노래이며, 앨범 7/27 의 리드 싱글이다.  뮤직비디오는 싱글 발매일과 같은 날짜에 공개되었다. Ty Dolla Sign가 피처링으로 참여하였다 이 곡은 빌보드 핫 100 차트에서 12위로 데뷔하였다. 싱글은 19개국에서 10위권 안에 들었다. 또 호주, 캐나다, 뉴질랜드, 영국에서 발매된 싱글들 중 가장 높은 순위를 기록했다